# More than This (Trading Yesterday)
More than This è il secondo album dei Trading Yesterday, pubblicato nel 2011 dalla Sleepwalker Records.

## Il disco
Registrato e missato tra il 2004 e il 2005, l'album è stato preceduto dal singolo One Day, uscito il 4 maggio 2005 e successivamente inserito nella colonna sonora del film Stealth, per il quale non venne girato alcun videoclip.

Non venne mai pubblicato ufficialmente in quanto il 30 novembre 2005, pochi mesi prima della data prevista per la pubblicazione, il gruppo si separò dall'etichetta Epic Records per motivi mai dichiarati.
Nel 2010 David Hodges ha dichiarato che More Than This verrà pubblicato, per la prima volta ufficialmente, nel novembre 2010 da Warner Bros./Reprise, la stessa etichetta che nel 2009 pubblicò il suo EP da solista The Rising; l'album tuttavia non venne ristampato prima dell'8 settembre 2011.
L'album contiene la maggior parte dei brani del primo lavoro, The Beauty and the Tragedy con un diverso arrangiamento, insieme a sei brani nuovi.
 Poco prima della realizzazione dell'album vennero scartati due inediti e una cover di Every Breath You Take dei Police.
È l'ultimo album a cui contribuì il batterista e cofondatore Mark Colbert, che lasciò la band il 27 giugno 2006.

## Tracce
Testi e musiche di David Hodges, Mark Colbert e Steven McMorran, eccetto dove indicato.
Versione originale
1. Revolution – 4:19
2. One Day – 4:28
3. She Is the Sunlight – 4:56 (Hodges, Colbert)
4. Under my Skin – 3:50
5. May I – 4:55 (Hodges, Colbert)
6. My Last Goodbye – 4:14
7. Love Song Requiem – 4:31 (Hodges, Colbert)
8. Come Back to Me – 3:38 (Hodges, Colbert)
9. For You Only – 5:41 (Hodges)
10. World on Fire – 4:28 (Hodges)
11. Change my Name – 3:39
12. The Beauty & the Tragedy – 4:39 (Hodges, Colbert)
13. Shattered – 5:00 (Hodges, Colbert)

Versione ufficiale
1. Revolution – 4:18
2. One Day – 4:24
3. She Is the Sunlight – 4:52 (Hodges, Colbert)
4. Under my Skin – 3:51
5. May I – 4:54 (Hodges, Colbert)
6. My Last Goodbye – 4:16
7. Love Song Requiem – 4:33 (Hodges, Colbert)
8. Come Back to Me – 3:37 (Hodges, Colbert)
9. For You Only – 5:36 (Hodges)
10. Change my Name – 3:35
11. The Beauty & the Tragedy – 4:37 (Hodges, Colbert)
12. Shattered – 4:53 (Hodges, Colbert)

## Singoli
- One Day (4 maggio 2005)

## Formazione
- David Hodges – voce, piano, chitarra ritmica
- Steven McMorran – basso, cori
- Mark Colbert – batteria, percussioni
- Josh Dunahoo - chitarra solista